# José Lois Corvera
José Lois Corvera (Santander, 18 de gener de 1934 - Santander, 31 de gener de 2012) fou un futbolista espanyol de les dècades de 1950 i 1960.

## Trajectòria
La temporada 1952-53 a jugar a tercera regional amb un club anomenat Venecia. La temporada següent jugà al CD Cayón a primera regional. Durant la realització del servei militar jugà al Pontedeume, també de primera regional, on es proclamà campió de La Corunya. L'any 1955 fitxà pel Racing de Ferrol a segona divisió, on jugà durant tres temporades. A continuació jugà una campanya a la SD Ponferradina a tercera i la temporada 1959-60 formà part del RCD Espanyol, on fou el porter suplent de Josep Vicente Train a primera, no podent disputar cap partit de lliga. Un any més tard esdevé jugador del Granada CF, on jugà dues temporades, club amb el qual per fi debutà a primera divisió. Els seus darrers clubs foren el Cartagena FC, Racing de Santander, ambdós a segona divisió, i Gimnástica de Torrelavega a tercera.